# Kőszegpaty
Kőszegpaty è un comune dell'Ungheria di 217 abitanti (dati 2001). È situato nella contea di Vas.